# Miguel White
Miguel White   (Legazpi, 9 d'octubre de 1909 - 30 d'agost de 1942) va ser un atleta filipí, especialista en curses de tanques, que va competir durant la dècada de 1930.
El 1936 va prendre part en els Jocs Olímpics d'Estiu de Berlín, on va disputar dues proves del programa d'atletisme. En els 400 metres tanques va guanyar la medalla de bronze, en acabar rere l'estatunidenc Glenn Hardin i el canadenc John Loaring, mentre en els 110 metres tanques quedà eliminat en sèries. En el seu palmarès també destaquen dues medalla als Jocs de l'Extrem Orient, de bronze el 1930 i d'or el 1934.
Després dels Jocs Olímpics de 1936 es va unir a l'exèrcit filipí. Va morir en una acció militar durant la invasió japonesa de les Filipines, a la Segona Guerra Mundial.

## Millors marques
- 400 metres tanques. 52.8" (1936)[1][3]